# City of Auburn
City of Auburn, tidigare Auburn Local Government Area, var en Local Government Area (LGA) (svenska: kommun, eller ungefär lokalförvaltningsområde) i delstaten New South Wales i Australien som omfattade ett område på 33 km². Kommunen styrdes över av Auburn City Council. Kommunen beviljades stadsrättighet den 20 juli 2009 och bytte samtidigt namn från Auburn Local Government Area till City of Auburn.